# The Other Boys
A The Other Boys című dal az ausztrál Nervo és Kylie Minogue valamint Jake Shears, és Nile Rodgers közreműködésével készült dal. A dal Nervo  "Collateral" című Nero stúdióalbumon szerepel. A dal 2015. október 23-án jelent meg.
Miriam Nervo az alábbiakat nyilatkozta az együttműködésről: "Ezek az előadók – Kylie Minogue és Jake Shears – erős művészek, olyannyira, hogy mindenre rányomják a kreatív bélyegüket, úgyhogy ez egy igazi kreatív munka volt, mely nagyon természetes volt, és jól működött. Imádom Nile gitárjátékát, mely csodálatos, így egy teljesen új szintre emelte a dalt, mely hab volt a tortán".

## Kritikák
Mike Wass az Idolator munkatársa azt írta: "Nervo produkciója a múltba tekint inspirációért, de határozottan az itt és mostban gyökerezik, miközben Kylie és Jake vokális ütéseket váltanak ki a szárnyaló dal kórusában". Később hozzátette: "A The Other Boys egy ellenállhatatlan diszkó árnyalatú dancefloor".
Justine Harp a Digital Spy munkatársa azt mondta: "A dancefloor ötvözi a dalt elektropop és diszkó ritmusokkal, oly módon, hogy úgy tűnik, mintha Minogue és Shears duettjére szabták volna a dalt.

## Videoklip
A dalhoz tartozó klipet 2015 augusztusában forgatták a londoni Brick Lane-ben. Minogue augusztus 27-én posztolt fotókat a videóról az Instagram fiókjában. Ebben egy vintage Comme des Garcons ruhát és Casadei csizmát viselt. Október 16-án Nervo azt mondta a Facebook oldalán, hogy alig várja, hogy megmutathassa a videót a közönségnek.
A videoklip premier 2015. október 28-án volt az Ultra Music's hivatalos YouTube csatornáján.

## Formátumok és számlista
| 1. | The Other Boys (radio edit)                 | 2:59 |
| 2. | The Other Boys (Bojan Handbag Anthem Remix) | 4:30 |
| 3. | The Other Boys (Florian Picasso Remix)      | 4:30 |
| 4. | The Other Boys (Teenage Mutants Remix)      | 5:28 |
| 5. | The Other Boys (Viglietti Remix)            | 4:24 |

| 1. | The Other Boys (original exclusive UK edit)    | 3:07 |
| 2. | The Other Boys (Rhythm Masters Remix)          | 6:03 |
| 3. | The Other Boys (Mr Gonzo Alternate Mix)        | 4:27 |
| 4. | The Other Boys (Michael Mandal & Forbes Remix) | 5:45 |

## Slágerlista
| Slágerlista (2015)                  | Legjobb helyezések |
| ----------------------------------- | ------------------ |
| Argentina (Los 40 Principales)      | 5                  |
| US Hot Dance Club Songs (Billboard) | 1                  |